# بیرگ (آلپ برنز)
بیرگ (به لاتین: Birg) یک کوه در سوئیس است که در Interlaken-Oberhasli administrative district واقع شده‌است. بیرگ ۲٬۶۸۴ متر بالاتر از سطح دریا واقع شده‌است.